# Pascal Hens

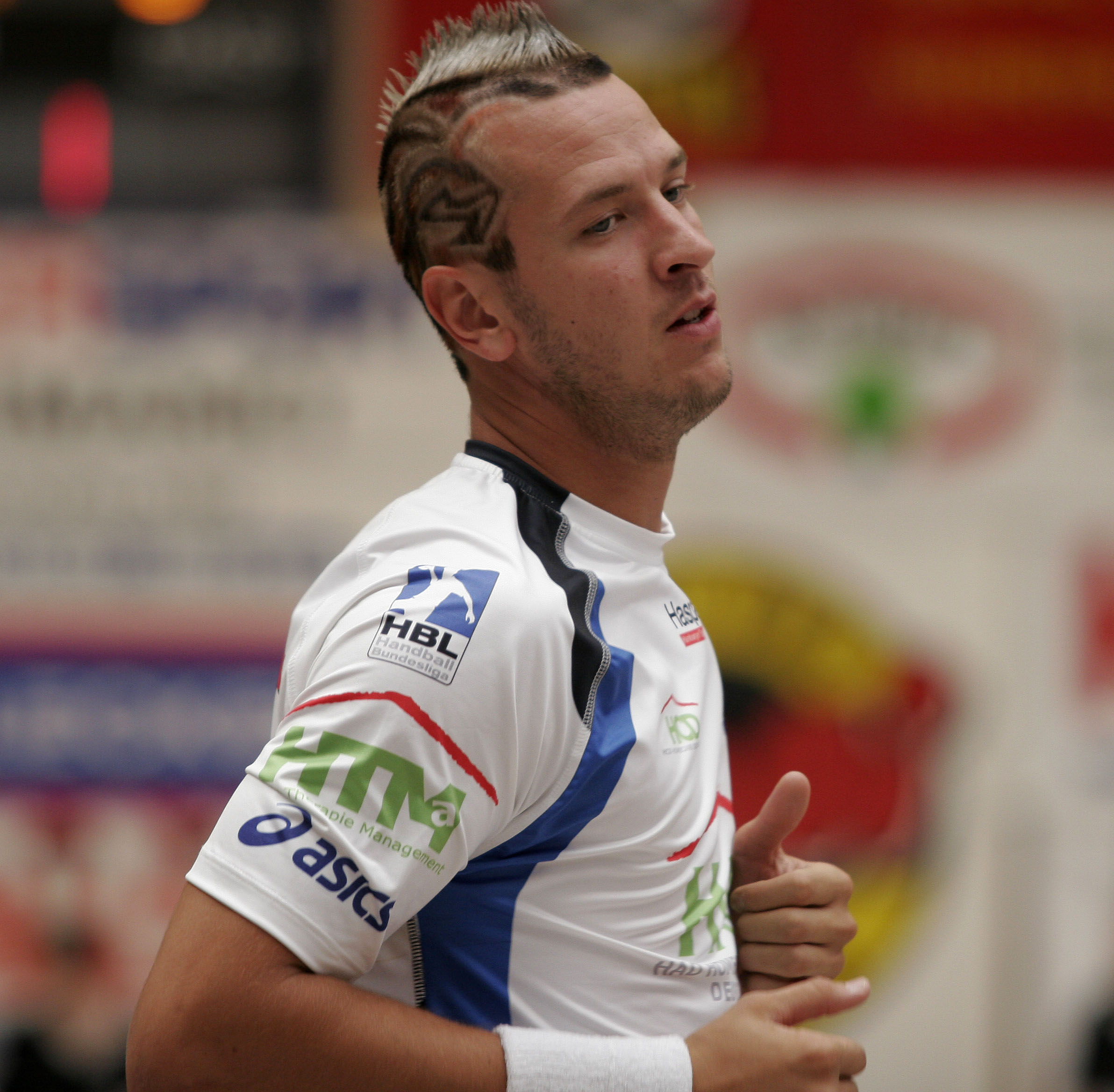
Pascal Hens

Pascal Hens (ur. 26 marca 1980 w Daun) – niemiecki piłkarz ręczny, reprezentant kraju. W 2004 roku zdobył srebrny medal Igrzysk Olimpijskich, a także w 2007 roku złoty medal mistrzostw świata. Obecnie jest zawodnikiem HSV Hamburg. Występuje na pozycji lewego rozgrywającego.
Pommes wziął udział w igrzyskach olimpijskich 2008 w Pekinie. W trakcie meczu grupowego z Islandią doznał poważnej kontuzji nogi, która wykluczyła jego dalszą grę w turnieju.

## Kluby
- 1986-1996  TG Kastel
- 1996-1998  SV Kostheim 1912
- 1998-1999  Eintracht Wiesbaden
- 1999-2003 	SG Wallau-Massenheim
- 2003-  HSV Hamburg

## Sukcesy

### reprezentacyjne

#### Mistrzostwa Świata
- (2007)
- (2003)

#### Mistrzostwa Europy
- (2004)
- (2002)

#### Igrzyska Olimpijskie
- (2004)

### klubowe

#### Mistrzostwa Niemiec
- (2011)
- (2004, 2007, 2009, 2010)
- (2008)

#### Puchar Europy
- (2007)

#### Puchar Niemiec
- (2006, 2010)

#### Superpuchar Niemiec
- (2004, 2004, 2009, 2010)